# Syberyjski Okręg Federalny
Syberyjski Okręg Federalny (ros. Сибирский федеральный округ) – jeden z ośmiu okręgów federalnych Federacji Rosyjskiej.

## Dane ogólne
Powierzchnia: 4 361 727 km² (25,47% powierzchni Rosji).
Ludność w 2021 wynosiła 17 003 927 mieszkańców (11,63% ludności Rosji).
Gęstość zaludnienia: 3,90 os/km². 
Najważniejsze miasta w okręgu to: Nowosybirsk, Barnauł, Irkuck, Kemerowo, Krasnojarsk, Nowokuznieck, Omsk, Tomsk.
W skład okręgu wchodzi 10 podmiotów Federacji Rosyjskiej. Są to:
Republiki: 
Ałtaj (1), 
Chakasja (10), 
Tuwa (9).
Kraje: 
Ałtajski (2), 
Krasnojarski (5).
Obwody:
irkucki (3), 
kemerowski (4), 
nowosybirski (6), 
omski (7), 
tomski (8).
W nawiasach podano numer podmiotu, jakim został on oznaczony na mapie.